# GPT-3
GPT-3 (acrònim anglès de Generative Pre-trained Transformer 3, transformador generador preentrenat) és un model de llenguatge autorregressiu que empra tècniques de l'aprenentatge profund per a desenvolupar textos que simulen la redacció humana. GPT-3 és la tercera generació creada per l'empresa-laboratori OpenAI dedicada a la recerca dins l'àmbit de la intel·ligència artificial, i molt usada en aplicacions d’IA poc exigents. Existeix una versió intermèdia GPT-3.5 i una versió avançada del model, anomenada GPT-4.  El febrer de 2025 es va presentar la nova versió GPT-4.5, que incorpora millores significatives.
GPT-3 està format pels següents conjunts de dades preentrenats:
| Conjunt de dades (Dataset) | Nombre d'Entrades (# Tokens) | Percentatge del total |
| -------------------------- | ---------------------------- | --------------------- |
| Common Crawl               | 410 mil milions              | 60%                   |
| WebText2                   | 19 mil milions               | 22%                   |
| Books1                     | 12 mil milions               | 8%                    |
| Books2                     | 55 mil milions               | 8%                    |
| Viquipèdia                 | 3 mil milions                | 3%                    |